# Liste der spanischen Abgeordneten zum EU-Parlament (1987–1989)
Die Liste der spanischen Abgeordneten zum EU-Parlament (1987–1989) listet alle spanischen Mitglieder des 2. Europäischen Parlaments nach der Europawahl in Spanien 1987.
Ab dem Beitritt Spaniens zur Europäischen Union am 1. Januar 1986 bis zur Wahl am 10. Juni 1987 entsandte Spanien eine gleichgroße Delegiertengruppe, die unter Liste der spanischen Delegierten zum EU-Parlament (1986–1987) zu finden ist.

## Mandatsstärke der Parteien
- KOM: 3
- SOC: 28
- RBW: 1
- LDR: 2
- NI: 8
- EVP: 1
- ED: 17

| Nationale Partei                            | Mandate | Fraktion                                         |
| ------------------------------------------- | ------- | ------------------------------------------------ |
| Partido Socialista Obrero Español (PSOE)    | 28      | Sozialistische Fraktion (SOC)                    |
| Alianza Popular (AP)                        | 17      | Fraktion der Europäischen Demokraten (ED)        |
| Izquierda Unida (IU)                        | 03      | Fraktion der Kommunisten und Nahestehenden (KOM) |
| Convergència Democràtica de Catalunya (CDC) | 02      | Liberale und Demokratische Reformfraktion (LDR)  |
| Unió Democràtica de Catalunya (UDC)         | 01      | Fraktion der Europäischen Volkspartei (EVP)      |
| Eusko Alkartasuna (EA)                      | 01      | Regenbogenfraktion (RBW)                         |
| Centro Democrático y Social (CDS)           | 07      | Fraktionslose Abgeordnete (NI)                   |
| Herri Batasuna (HB)                         | 01      | Fraktionslose Abgeordnete (NI)                   |
| Gesamt                                      | 60      |                                                  |

## Abgeordnete
| Bild | Name                                   | von               | bis               | Partei | Fraktion | Anmerkungen                             |
| ---- | -------------------------------------- | ----------------- | ----------------- | ------ | -------- | --------------------------------------- |
|      | José María Alvarez de Eulate Peñaranda | 24. Juli 1984     | 24. Juli 1989     | AP     | ED       |                                         |
|      | José Álvarez de Paz                    | 24. Juli 1984     | 24. Juli 1989     | PSOE   | SOC      |                                         |
|      | Víctor Manuel Arbeloa Muru             | 24. Juli 1984     | 24. Juli 1989     | PSOE   | SOC      |                                         |
|      | Pedro Argüelles Salaverria             | 24. Juli 1984     | 24. Juli 1989     | AP     | ED       |                                         |
|      | Miguel Arias Cañete                    | 24. Juli 1984     | 24. Juli 1989     | AP     | ED       |                                         |
|      | Enrique Barón Crespo                   | 24. Juli 1984     | 24. Juli 1989     | PSOE   | SOC      |                                         |
|      | Carlos María Bru Purón                 | 24. Juli 1984     | 24. Juli 1989     | PSOE   | SOC      |                                         |
|      | José Miguel Bueno Vicente              | 24. Juli 1984     | 24. Juli 1989     | PSOE   | SOC      |                                         |
|      | Esteban Caamaño Bernal                 | 24. Juli 1984     | 24. Juli 1989     | PSOE   | SOC      |                                         |
|      | Pío Cabanillas Gallas                  | 24. Juli 1984     | 24. Juli 1989     | AP     | ED       |                                         |
|      | Jesús Cabezón Alonso                   | 24. Juli 1984     | 24. Juli 1989     | PSOE   | SOC      |                                         |
|      | José Cabrera Bazan                     | 24. Juli 1984     | 24. Juli 1989     | PSOE   | SOC      |                                         |
|      | Rafael Calvo Ortega                    | 24. Juli 1984     | 24. Juli 1989     | CDS    | NI       |                                         |
|      | Eusebio Cano Pinto                     | 24. Juli 1984     | 24. Juli 1989     | PSOE   | SOC      |                                         |
|      | José Emilio Cervera Cardona            | 24. Juli 1984     | 24. Juli 1989     | CDS    | NI       |                                         |
|      | José Coderch Planas                    | 24. Juli 1984     | 24. Juli 1989     | CDS    | NI       |                                         |
|      | Juan Luis Colino Salamanca             | 24. Juli 1984     | 24. Juli 1989     | PSOE   | SOC      |                                         |
|      | Joan Colom i Naval                     | 24. Juli 1984     | 24. Juli 1989     | PSOE   | SOC      |                                         |
|      | Ramón Diaz del Rio Jaudenes            | 24. Juli 1984     | 24. Juli 1989     | AP     | ED       |                                         |
|      | Carmen Díez de Rivera Icaza            | 24. Juli 1984     | 24. Juli 1989     | CDS    | NI       |                                         |
|      | Bárbara Dührkop                        | 24. Juli 1984     | 24. Juli 1989     | PSOE   | SOC      |                                         |
|      | Arturo Juan Escuder Croft              | 24. Juli 1984     | 24. Juli 1989     | AP     | ED       |                                         |
|      | José Antonio Escudero                  | 17. Dezember 1987 | 24. Juli 1989     | CDS    | NI       | Nachgerückt für Federico Mayor Zaragoza |
|      | Concepció Ferrer                       | 24. Juli 1984     | 24. Juli 1989     | UDC    | EVP      |                                         |
|      | Manuel Fraga Iribarne                  | 24. Juli 1984     | 24. Juli 1989     | AP     | ED       |                                         |
|      | Juan Carlos Garaikoetxea Urriza        | 24. Juli 1984     | 24. Juli 1989     | EA     | RBW      |                                         |
|      | Manuel García Amigo                    | 24. Juli 1984     | 24. Juli 1989     | AP     | ED       |                                         |
|      | Ludivina García Arias                  | 24. Juli 1984     | 24. Juli 1989     | PSOE   | SOC      |                                         |
|      | José Luis Garcia Raya                  | 24. Juli 1984     | 24. Juli 1989     | PSOE   | SOC      |                                         |
|      | Salvador Garriga Polledo               | 24. Juli 1984     | 24. Juli 1989     | AP     | ED       |                                         |
|      | Carles-Alfred Gasòliba i Böhm          | 24. Juli 1984     | 24. Juli 1989     | CDC    | LDR      |                                         |
|      | Julián Grimaldos                       | 24. Juli 1984     | 24. Juli 1989     | PSOE   | SOC      |                                         |
|      | Antoni Gutiérrez Díaz                  | 24. Juli 1984     | 24. Juli 1989     | IU     | KOM      |                                         |
|      | José María Lafuente López              | 24. Juli 1984     | 24. Juli 1989     | AP     | ED       |                                         |
|      | Carmen Llorca Villaplana               | 24. Juli 1984     | 24. Juli 1989     | AP     | ED       |                                         |
|      | Federico Mayor Zaragoza                | 24. Juli 1984     | 16. Dezember 1987 | CDS    | NI       | Nachrücker: José Antonio Escudero       |
|      | Manuel Medina Ortega                   | 24. Juli 1984     | 24. Juli 1989     | PSOE   | SOC      |                                         |
|      | Ana Miranda de Lage                    | 24. Juli 1984     | 24. Juli 1989     | PSOE   | SOC      |                                         |
|      | José María Montero Zabala              | 24. Juli 1984     | 24. Juli 1989     | HB     | NI       |                                         |
|      | Fernando Morán López                   | 24. Juli 1984     | 24. Juli 1989     | PSOE   | SOC      |                                         |
|      | Joaquim Muns Albuixech                 | 24. Juli 1984     | 24. Juli 1989     | CDC    | LDR      |                                         |
|      | Raúl Morodo Leoncio                    | 24. Juli 1984     | 24. Juli 1989     | CDS    | NI       |                                         |
|      | Antonio Navarro                        | 24. Juli 1984     | 24. Juli 1989     | AP     | ED       |                                         |
|      | Francisco Oliva Garcia                 | 24. Juli 1984     | 24. Juli 1989     | PSOE   | SOC      |                                         |
|      | Fernando Pérez Royo                    | 24. Juli 1984     | 24. Juli 1989     | IU     | KOM      |                                         |
|      | Luis Guillermo Perinat Elio            | 24. Juli 1984     | 24. Juli 1989     | AP     | ED       |                                         |
|      | Luis Planas Puchades                   | 24. Juli 1984     | 24. Juli 1989     | PSOE   | SOC      |                                         |
|      | Alonso José Puerta                     | 24. Juli 1984     | 24. Juli 1989     | IU     | KOM      |                                         |
|      | Josep Pons Grau                        | 24. Juli 1984     | 24. Juli 1989     | PSOE   | SOC      |                                         |
|      | Eduard Punset i Casals                 | 24. Juli 1984     | 24. Juli 1989     | CDS    | NI       |                                         |
|      | Juan de Dios Ramírez Heredia           | 24. Juli 1984     | 24. Juli 1989     | PSOE   | SOC      |                                         |
|      | Carlos Robles Piquer                   | 24. Juli 1984     | 24. Juli 1989     | AP     | ED       |                                         |
|      | Domènec Romera i Alcàzar               | 24. Juli 1984     | 24. Juli 1989     | AP     | ED       |                                         |
|      | Xavier Rubert de Ventós                | 24. Juli 1984     | 24. Juli 1989     | PSOE   | SOC      |                                         |
|      | Francisco Javier Sanz Fernández        | 24. Juli 1984     | 24. Juli 1989     | PSOE   | SOC      |                                         |
|      | Enrique Sapena Granell                 | 24. Juli 1984     | 24. Juli 1989     | PSOE   | SOC      |                                         |
|      | Mateo Sierra Bardají                   | 24. Juli 1984     | 24. Juli 1989     | PSOE   | SOC      |                                         |
|      | Fernando Suárez González               | 24. Juli 1984     | 24. Juli 1989     | AP     | ED       |                                         |
|      | José Valverde López                    | 24. Juli 1984     | 24. Juli 1989     | AP     | ED       |                                         |
|      | José Vázquez Fouz                      | 24. Juli 1984     | 24. Juli 1989     | PSOE   | SOC      |                                         |
|      | Josep Verde i Aldea                    | 24. Juli 1984     | 24. Juli 1989     | PSOE   | SOC      |                                         |